# Horn (fleuve côtier)
Pour les articles homonymes, voir Horn.
L'Horn est un bras d’eau français situé dans le département du Finistère en Bretagne, dans le Léon.

## Géographie
D'une longueur de 29,9 km, il prend sa source dans la commune de Plouvorn, près du lieu-dit Quillivant, à l'altitude 119 mètres,. Il se jette dans la Manche à quelques kilomètres du Guillec entre la forêt domaniale de Santec, le Pont Bihan et le lieu-dit Kerbrat.

## Communes et cantons traversés
Dans le seul département du Finistère, l'Horn traverse sept communes et trois cantons :
- dans le sens amont vers aval : Plouvorn (source), Plougourvest, Mespaul, Plouénan, Plougoulm, Saint-Pol-de-Léon, Santec (embouchure).

Soit en termes de cantons, l'Horn prend source dans le canton de Plouzévédé, traverse les canton de Landivisiau et a son embouchure sur le canton de Saint-Pol-de-Léon.
Sa deuxième source pour Géoportail sur les deux communes de Guiclan et Plouvorn, ajoute le canton de Taulé dans les cantons traversés.

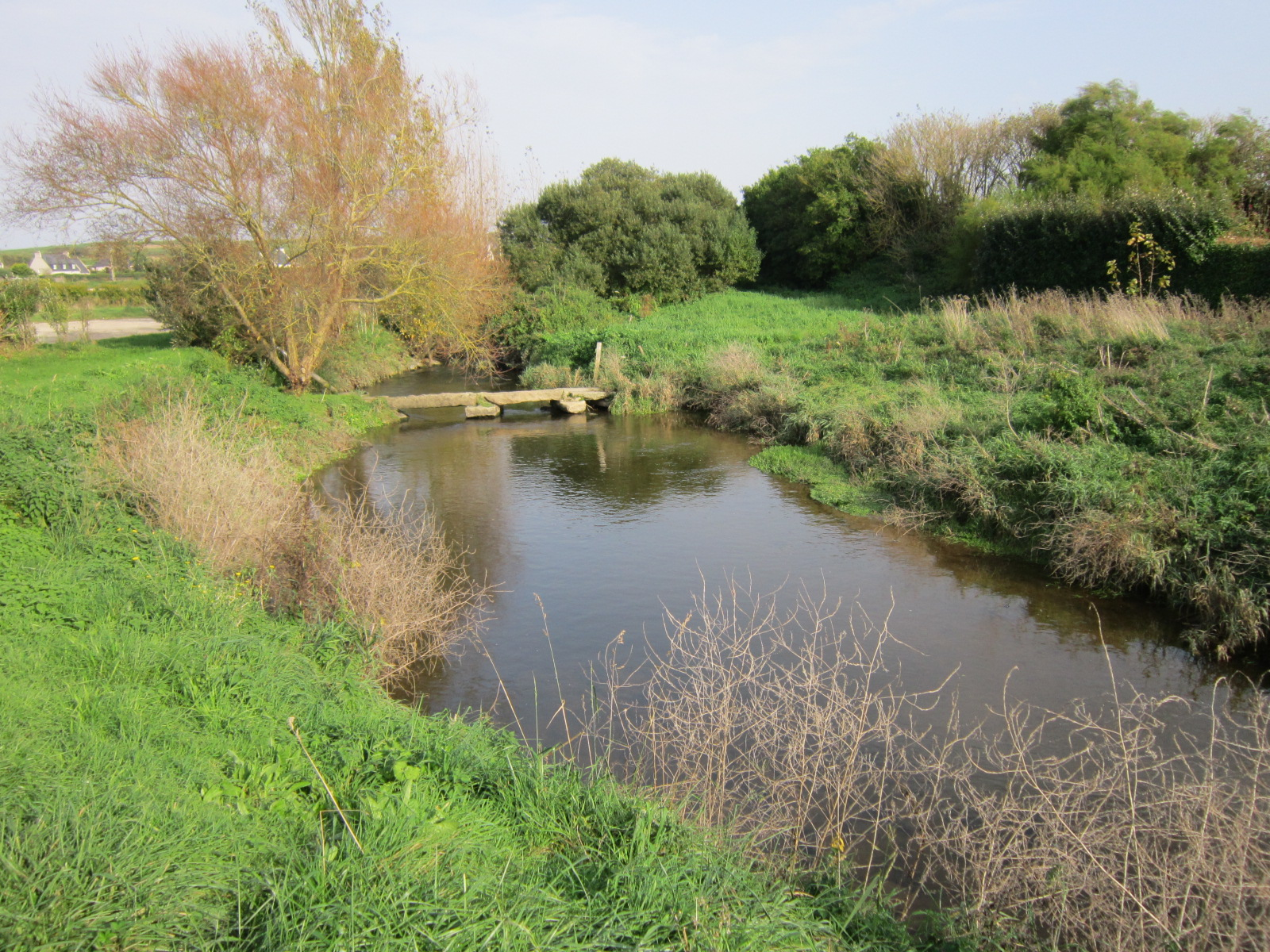
Pont de pierres ancien sur l'Horn 1
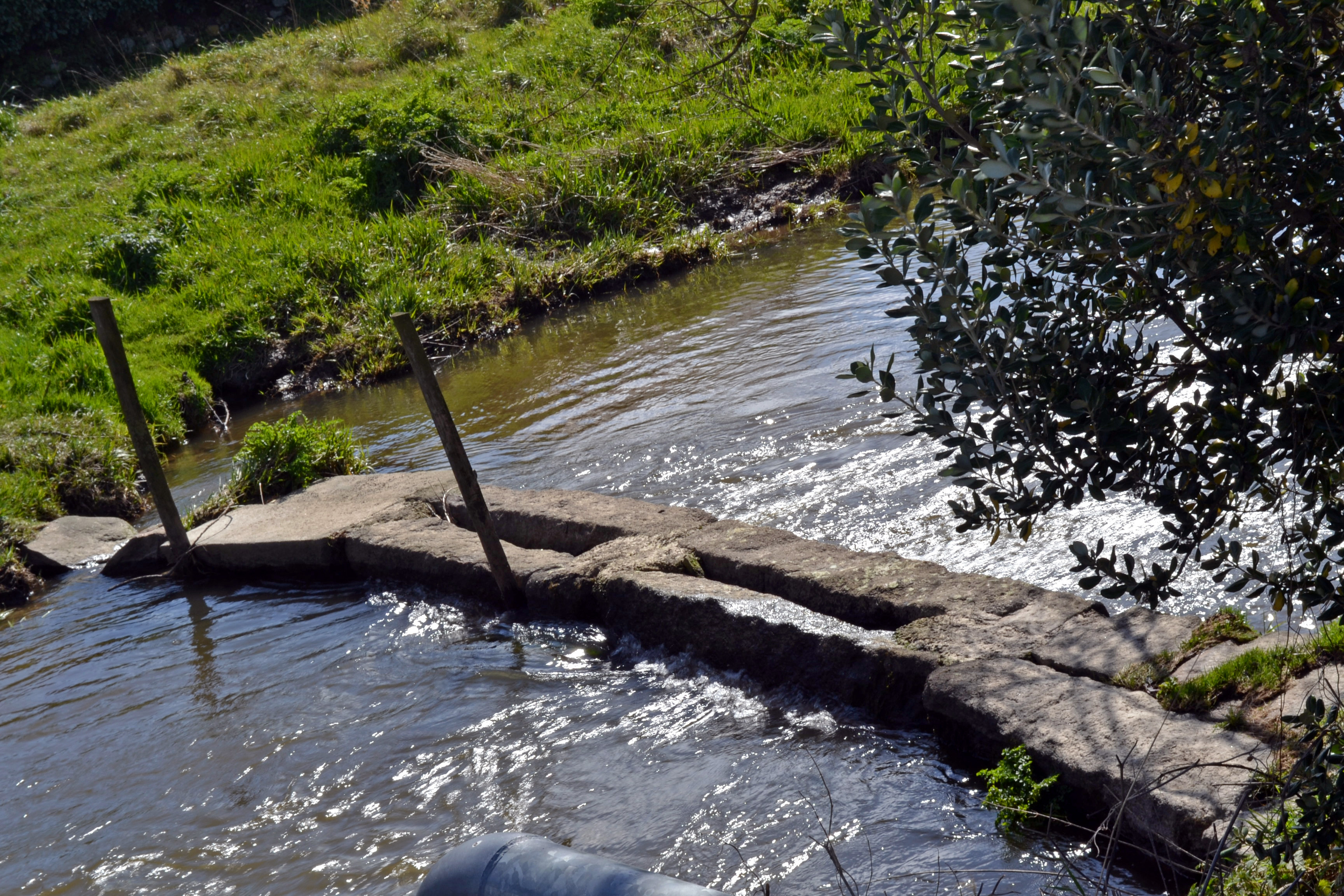
Pont de pierres ancien sur l'Horn 2
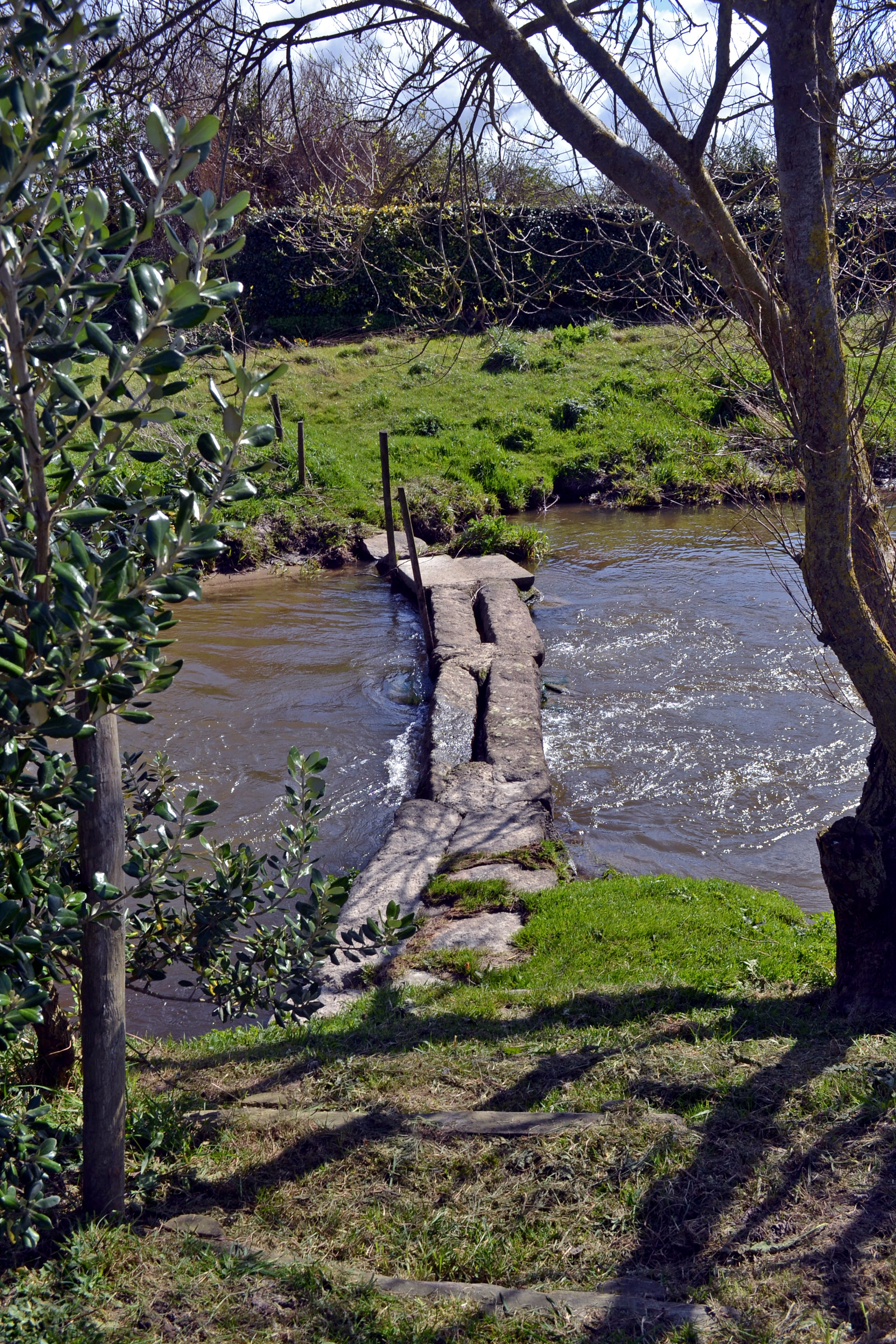
Pont de pierres ancien sur l'Horn 3
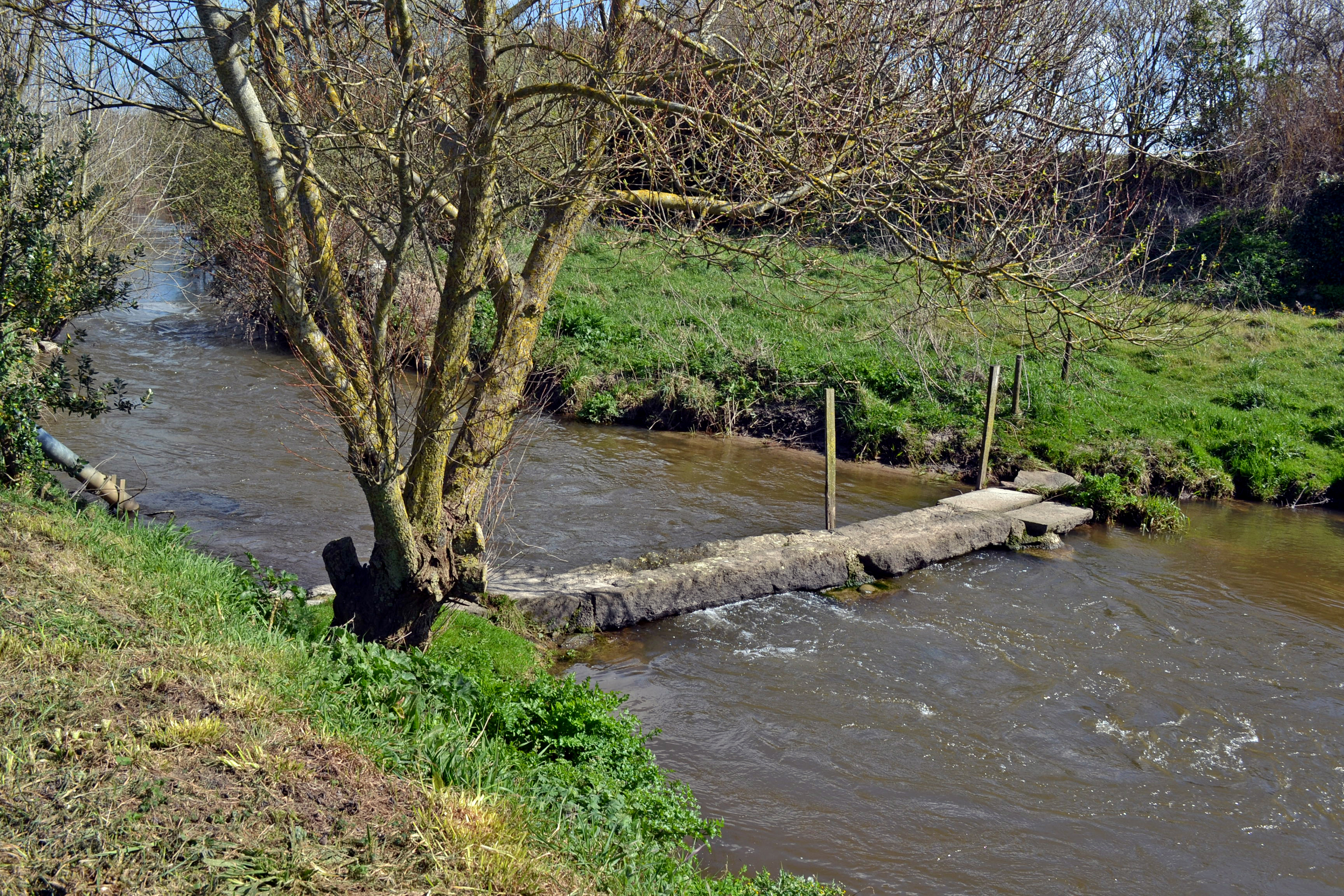
Pont de pierres ancien sur l'Horn 4
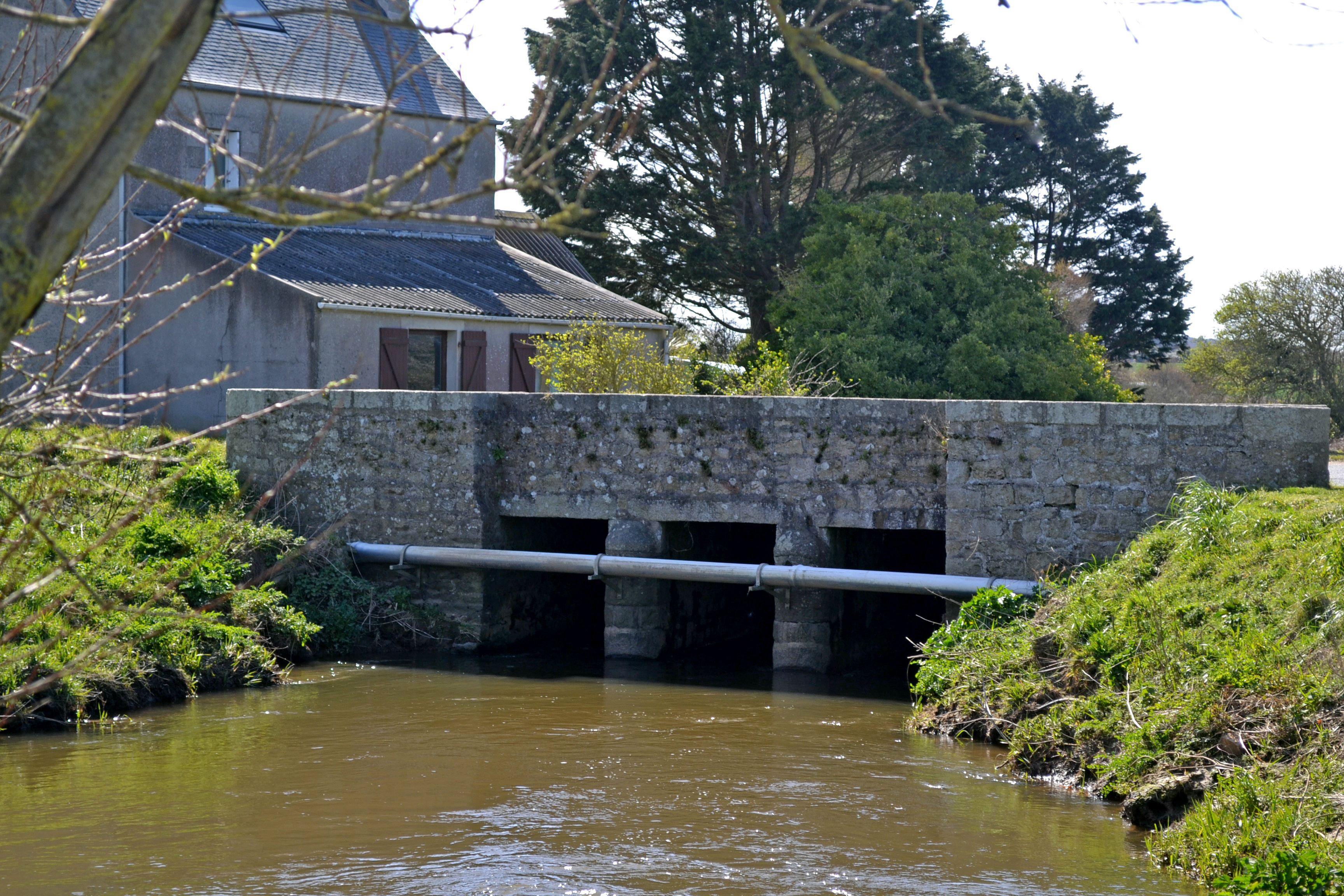
Pont Bian : le pont routier actuel sur l'Horn

## Affluent
L'Horn n'a pas d'affluent référencé : le seul possible n'a pas de nom et pour Géoportail c'est aussi l'Horn donc une deuxième source.

## Écologie
Le bassin-versant de l'Horn et du Guillec, d'une superficie de 16 763 hectares, compte 19 000 habitants ; en moyenne de 2002 à 2019, entre avril et octobre, la surface occupée sur l'estran par les algues vertes, a été de 12 hectares.